# Quentalia ephonia
Quentalia ephonia är en fjärilsart som beskrevs av Stoll 1790. Quentalia ephonia ingår i släktet Quentalia och familjen silkesspinnare. Inga underarter finns listade.